# Комишинський сільський округ
Коми́шинський сільський округ (каз. Камышин ауылдық округі, рос. Камышинский сельский округ) — адміністративна одиниця у складі Федоровського району Костанайської області Казахстану. Адміністративний центр — село Чистий Чандак.
Населення — 1370 осіб (2021; 2028 у 2009, 3041 у 1999, 4362 у 1989).
Станом на 1989 рік існували Комишинська сільська рада (села Алабутала, Жангір, Комишний Чандак, Сєверне, Степне, Чистий Чандак) та Чандацька сільська рада (села Аральське, Крамське, Дорожнє, селище Мирний). Села Аральське, Жангір та Степне ліквідовано 2009 року. 2019 року Чандацький сільський округ був розділений на Дороженську сільську адміністрацію, Крамську сільську адміністрацію та Мирненську сільську адміністрацію, які одразу увійшли до складу Комишинського сільського округу.

## Склад
До складу округу входять такі населені пункти:
| Населений пункт       | Старі назви | Населення, осіб (1989) | Населення, осіб (1999) | Населення, осіб (2009) | Населення, осіб (2021) |
| --------------------- | ----------- | ---------------------- | ---------------------- | ---------------------- | ---------------------- |
| Алабутала, село       | -           | 291                    | 185                    | 167                    | 146                    |
| Аральське, село       | Арольське   | 172                    | 125                    | -                      | -                      |
| Дорожнє, село         | -           | 346                    | 357                    | 222                    | 115                    |
| Жангір, село          | -           | 291                    | 102                    | -                      | -                      |
| Комишний Чандак, село | -           | 403                    | 314                    | 226                    | 194                    |
| Крамське, село        | -           | 136                    | 167                    | 106                    | 44                     |
| Мирне, село           | Мирний      | 989                    | 947                    | 706                    | 349                    |
| Сєверне, село         | -           | 232                    | 181                    | 92                     | 44                     |
| Степне, село          | -           | 279                    | 161                    | -                      | -                      |
| Чистий Чандак, село   | -           | 1223                   | 677                    | 509                    | 478                    |